# Medalla Janssen

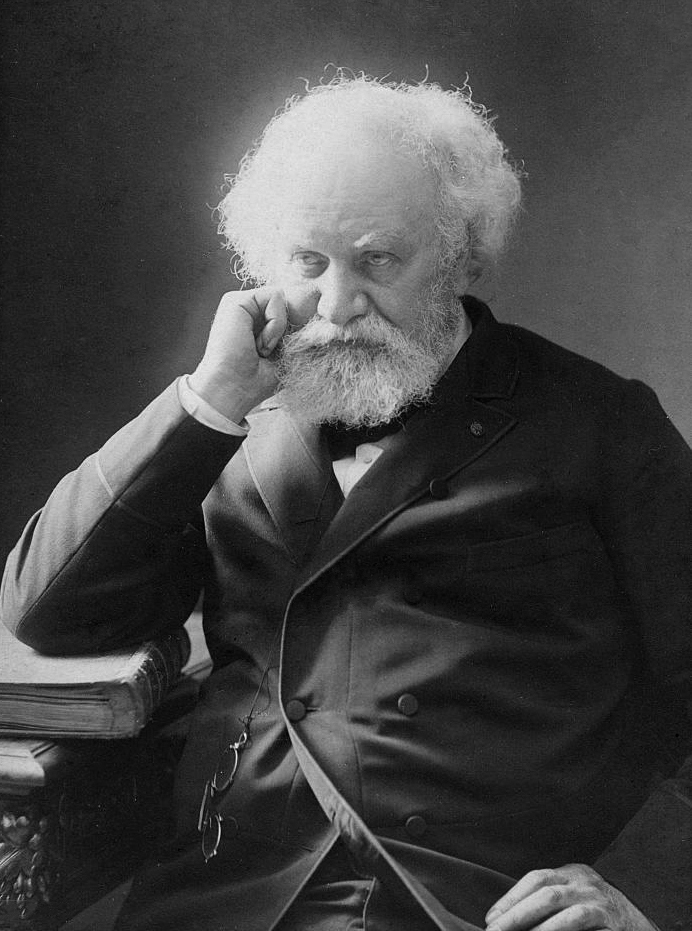
Jules Janssen

La Medalla Janssen es una recompensa otorgada por la Academia de Ciencias de Francia a la persona que haya contribuido por sus trabajos o sus descubrimientos al progreso de la Astrofísica.
El premio fue fundado el 1886, aunque la primera medalla no se concedió hasta un año más tarde.  La comisión formada para decidir sobre el primer receptor de la medalla seleccionó al físico alemán Gustav Kirchhoff por sus trabajos en Espectroscopia.  Sin embargo, Kirchhoff de 63 años, murió el 17 de octubre de 1887, unos meses antes de que el premio le fuera entregado.En lugar de elegir un nuevo receptor para la adjudicación, la Comisión anunció en la sesión de la Academia de 26 de diciembre de 1887 que la medalla inaugural sería colocada sobre su tumba, un "supremo honor en memoria de este gran erudito de Heidelberg".
El premio estaba destinado a ser bienal, pero fue concedido en 1888 y nuevamente en 1889.  Una declaración en los Resúmenes de la Academia de las ciencias del año 1989, aclaró que el premio se otorgaría anualmente durante los primeros siete años, y después cada dos años a partir de 1894 en adelante.
Este premio es diferente del Premio Jules-Janssen (creado en 1897), un premio anual otorgado por la Sociedad Astronómica de Francia (SAF). Los dos premios se denominan así por el astrónomo francés Pierre Janssen (1824–1907), -más conocido como Jules Janssen-, que fundó este otro premio de la Academia, siendo miembro de la comisión inaugural.

## Premiados
- 1887 - Gustav Kirchhoff[4] (a título póstumo)
- 1888 - William Huggins,[4][5]
- 1889 - Norman Lockyer[4]
- 1890 - Charles Augustus Young,[4][6]
- 1891 - Georges Rayet[4]
- 1892 - Pietro Tacchini,[4][7]
- 1893 - Samuel Pierpont Langley[8]
- 1894 - George Ellery Hale[4]
- 1896 - Henri Deslandres[4]
- 1898 - Aristarkh Belopolsky[4]
- 1900 - Edward Emerson Barnard[4]
- 1902 - Aymar de la Baume Pluvinel[4]
- 1904 - Aleksey Pavlovitch Hansky[4]
- 1905 - Gaston Millochau[4] (premio de plata dorada)[9]
- 1906 - Annibale Riccò[4]
- 1908 - Pierre Puiseux[4]
- 1910 - William Wallace Campbell[4]
- 1912 - Alfred Perot[4]
- 1914 - René Jarry-Desloges[10]
- 1916 - Charles Fabry[11]
- 1918 - Stanislas Chevalier[12]
- 1920 - William Coblentz[13]
- 1922 - Carl Størmer[14]
- 1924 - George Willis Ritchey[15]
- 1926 - Francisco Miranda da Costa Lobo[12]
- 1928 - William Hammond Wright[16]
- 1930 - Bernard Ferdinand Lyot[12]
- 1932 - Alexandre Dauvillier[12]
- 1934 - Walter Sydney Adams[17]
- 1936 - Henry Norris Russell[18]
- 1938 - Bertil Lindblad[12]
- 1940 - Harlow Shapley[12]
- 1943 - Lucien Henri de Azambuja[12]
- 1944 - Jean Rösch[12]
- 1946 - Jan Hendrik Oort[12]
- 1949 - Daniel Chalonge[12]
- 1952 - André Couder[12]
- 1955 - Otto Struve[19]
- 1958 - André Lallemand[12]
- 1961 - Pol Swings[20]
- 1964 - Jean-François Denisse[21]
- 1967 - Bengt Strömgren[22]
- 1970 - Gérard Wlérick[23]
- 1973 - Lucienne Devan[24] (premio de plata dorada)[25]
- 1976 - Paul Ledoux[26]
- 1979 - Jean Delhaye[27]
- 1982 - Georges Michaud[28]
- 1994 - Serge Koutchmy[29]
- 1999 - Jean-Marie Mariotti
- 2003 - Gilbert Vedrenne[1]
- 2007 - Bernard Fuerte[30]
- 2011 - Francois Mignard[31]